# Saison 3 de Cougar Town
Chronologie
Saison 2 Saison 4
Cet article présente le guide des épisodes de la troisième saison de la série télévisée américaine Cougar Town.

## Généralités
Cette troisième saison est composée de 15 épisodes.

### Synopsis
Jules Cobb, âgée de 40 ans, est agente immobilière fraîchement divorcée vivant avec son fils, Travis âgé de 17 ans, dans un quartier d'une ville de Floride, non loin de son ex-mari, Bobby un peu tête en l'air qui éprouve toujours des sentiments pour elle. Essayant de faire face aux problèmes du quotidien, elle décide de se remettre à la « chasse aux hommes » avec l'aide de ses meilleures amies : Ellie, jeune mère de famille mariée dans la quarantaine également, et Laurie, sa jeune employée écervelée de 29 ans…

## Distribution de la saison

### Acteurs principaux
- Courteney Cox (VF : Maïk Darah) : Jules Cobb
- Dan Byrd (VF : Juan Llorca) : Travis Cobb
- Busy Philipps (VF : Edwige Lemoine) : Laurie Keller
- Brian Van Holt (VF : Arnaud Arbessier) : Bobby Cobb
- Christa Miller Lawrence (VF : Brigitte Aubry) : Ellie Torres.
- Josh Hopkins (VF : Maurice Decoster) : Grayson Ellis
- Ian Gomez (VF : Pierre Tessier) : Andy Torres

### Invités
Dans cette nouvelle saison de nombreux acteurs de l'ancienne série Scrubs (autre série créée par Bill Lawrence) feront leur apparition
, notamment :
- Zach Braff :
- Sarah Chalke : Angie[3] (apparaîtra dans plusieurs épisodes)
- Ken Jenkins :
- Robert Maschio :
- Emily Osment (VF : Noémie Orphelin) :  Betty MacGarrett

## Liste des épisodes

### Épisode 1:La re-vengeance
- États-Unis : 14 février 2012[4] sur ABC
- Suisse : 1er septembre 2012 sur RTS Deux [5]
- Belgique : 13 septembre 2012 sur Be Séries
- France : 30 septembre 2012 sur Orange Cinéhappy[6]
- Québec : 9 octobre 2012 sur Mlle[7]

- États-Unis : 4,88 millions de téléspectateurs [8] (première diffusion)

- Robert Clendenin (Tom)
- Shawn Parikh (Sig)
- Sawyer Ever (le petit Stan)

### Épisode 2:Amour et Tyrolienne
- États-Unis : 21 février 2012 sur ABC
- Suisse : 2 septembre 2012 sur RTS Deux[9]
- Belgique : 13 septembre 2012 sur Be Séries
- France : 30 septembre 2012 sur Orange Cinéhappy
- Québec : 16 octobre 2012 sur Mlle

- États-Unis : 4,49 millions de téléspectateurs  [10] (première diffusion)

- Ken Jenkins (Chick)
- Robert Clendenin (Tom)

### Épisode 3:Besoin d'affection
- États-Unis : 28 février 2012 sur ABC
- Suisse : 8 septembre 2012 sur RTS Deux
- Belgique : 13 septembre 2012 sur Be Séries
- France : 7 octobre 2012 sur Orange Cinéhappy
- Québec : 23 octobre 2012 sur Mlle

- États-Unis : 4,3 millions de téléspectateurs [11] (première diffusion)

### Épisode 4:Le Roi du trou
- États-Unis : 6 mars 2012 sur ABC
- Suisse : sur RTS Deux
- Belgique : 20 septembre 2012 sur Be Séries
- France : 7 octobre 2012 sur Orange Cinéhappy
- Québec : 30 octobre 2012 sur Mlle

- États-Unis : 4,33 millions de téléspectateurs [12] (première diffusion)

- Sarah Chalke (Angie Clark)
- Robert Clendenin (Tom)
- Shawn Parikh (Sig)

### Épisode 5:Capitaine de Rencart
- États-Unis : 13 mars 2012 sur ABC
- Belgique : 20 septembre 2012 sur Be Séries
- Suisse : 13 octobre 2012 sur RTS Deux
- France : 14 octobre 2012 sur Orange Cinéhappy
- Québec : 6 novembre 2012 sur Mlle

- États-Unis : 4,17 millions de téléspectateurs [13] (première diffusion)

- Robert Clendenin (Tom)
- Sarah Chalke (Angie)
- Sam Lloyd (Ted)
- Ken Jenkins (Chick)
- Robert Maschio (Pool Man (the Todd))
- Zach Braff (le livreur de pizza)

### Épisode 6:La Fille de Grayson
- États-Unis : 20 mars 2012 sur ABC
- Belgique : 20 septembre 2012 sur Be Séries
- Suisse : sur RTS Deux
- France : 14 octobre 2012 sur Orange Cinéhappy
- Québec : 13 novembre 2012 sur Mlle

- États-Unis : 4,38 millions de téléspectateurs [14] (première diffusion)

- Robert Clendenin (Tom)
- Sarah Chalke (Angie)
- Briga Heelan (Holly)
- Nicole Sullivan (Lynn Mettler)
- Shawn Parikh (Sig)

### Épisode 7:Photosensibilité
- États-Unis : 10 avril 2012 sur ABC
- Belgique : 27 septembre 2012 sur Be Séries
- France : 20 janvier 2013 sur Orange Cinéhappy
- Québec : 20 novembre 2012 sur Mlle

- États-Unis : 4,81 millions de téléspectateurs  [15] (première diffusion)

- Sarah Chalke (Angie)

### Épisode 8:Méchanceté, quand tu nous tiens
- États-Unis : 17 avril 2012 sur ABC
- Belgique : 27 septembre 2012 sur Be Séries
- Québec : 27 novembre 2012 sur Mlle
- France : 20 janvier 2013 sur Orange Cinéhappy
- Suisse : sur RTS Deux

- États-Unis : 4,45 millions de téléspectateurs [16] (première diffusion)

- Susan Blakely (Betsy)
- Ken Jenkins (Chick)
- LaMarcus Tinker (Kevin)
- Shawn Parikh (Sig)

### Épisode 9:De qui se moque-t-on?
- États-Unis : 24 avril 2012 sur ABC
- Belgique : 27 septembre 2012 sur Be Séries
- Québec : 4 décembre 2012 sur Mlle
- France : 27 janvier 2013 sur Orange Cinéhappy
- Suisse : sur RTS Deux

- États-Unis : 4,89 millions de téléspectateurs [17] (première diffusion)

- Nicole Sullivan (Lynn Mettler)
- Robert Clendenin (Tom)
- Briga Heelan (Holly)

### Épisode 10:Orgueil et Préjugés
- États-Unis : 1er mai 2012 sur ABC
- Belgique : 4 octobre 2012 sur Be Séries
- Québec : 11 décembre 2012 sur Mlle
- France : 27 janvier 2013 sur Orange Cinéhappy
- Suisse : sur RTS Deux

- États-Unis : 4,77 millions de téléspectateurs [18] (première diffusion)

- Carolyn Hennesy (Barb)
- Barry Bostwick (Roger)
- Briga Heelan (Holly)
- Shawn Parikh (Sig)
- Edwin Hodge (Wade)

### Épisode 11:Comme un Ouragan
- États-Unis : 8 mai 2012 sur ABC
- Belgique : 4 octobre 2012 sur Be Séries
- Québec : 18 décembre 2012 sur Mlle
- France : 3 février 2013 sur Orange Cinéhappy
- Suisse : sur RTS Deux

- États-Unis : 4,63 millions de téléspectateurs [19] (première diffusion)

- Robert Clendenin (Tom)
- Briga Heelan (Holly)
- Edwin Hodge (Wade)

### Épisode 12:La Tâche
- États-Unis : 15 mai 2012 sur ABC
- Belgique : 4 octobre 2012 sur Be Séries
- Québec : 25 décembre 2012 sur Mlle
- France : 3 février 2013 sur Orange Cinéhappy
- Suisse : sur RTS Deux

- États-Unis : 3,31 millions de téléspectateurs [20] (première diffusion)

- Nicole Sullivan (Lynn Mettler)

### Épisode 13:Thanksbidon
- États-Unis : 15 mai 2012 sur ABC
- Belgique : 10 octobre 2012 sur Be Séries
- Québec : 1er janvier 2013 sur Mlle
- France : 10 février 2013 sur Orange Cinéhappy
- Suisse : sur RTS Deux

- États-Unis : 3,22 millions de téléspectateurs [20] (première diffusion)

- Barry Bostwick (Roger)
- Sawyer Ever (Stan)

### Épisode 14:Un jour sans fin
- États-Unis : 29 mai 2012 sur ABC
- Belgique : 10 octobre 2012 sur Be Séries
- Québec : 8 janvier 2013 sur Mlle
- France : 10 février 2013 sur Orange Cinéhappy
- Suisse : sur RTS Deux

- États-Unis : 3,42 millions de téléspectateurs [21] (première diffusion)

- David Arquette (Daniel)
- Robert Clendenin (Tom)
- Nicole Sullivan (Lynn)
- Sawyer Ever (Stan)
- Ken Jenkins (Chick)
- Edwin Hodge (Wade)
- Briga Heelan (Holly)
- Michael Ausiello (bartender)

### Épisode 15:Toi, moi et tous les autres
- États-Unis : 29 mai 2012 sur ABC
- Belgique : 10 octobre 2012 sur Be Séries
- Québec : 15 janvier 2013 sur Mlle
- France : 17 février 2013 sur Orange Cinéhappy
- Suisse : sur RTS Deux

- États-Unis : 3,42 millions de téléspectateurs [21] (première diffusion)

- David Arquette (Daniel)
- Robert Clendenin (Tom)
- Nicole Sullivan (Lynn)
- Sawyer Ever (Stan)
- Robert Clendenin (Tom)
- Ken Jenkins (Chick)
- Edwin Hodge (Wade)
- Briga Heelan (Holly)
- Michael Ausiello (bartender)